# Сен-Фрон-сюр-Низон
Сен-Фрон-сюр-Низо́н (фр. Saint-Front-sur-Nizonne) — коммуна во Франции, находится в регионе Аквитания. Департамент — Дордонь. Входит в состав кантона Ле-Перигор-вер-нонтронне. Округ коммуны — Нонтрон.
Код INSEE коммуны — 24411.

## География

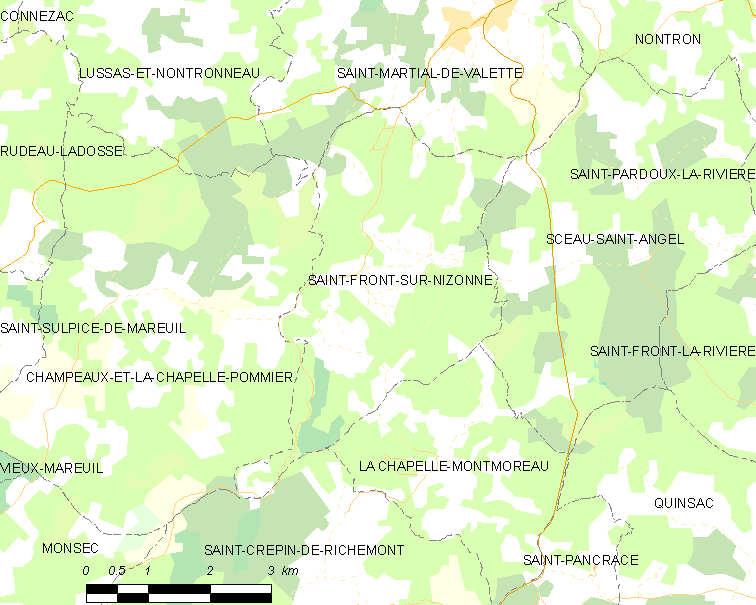
Карта коммуны

Коммуна расположена приблизительно в 400 км к югу от Парижа, в 120 км северо-восточнее Бордо, в 34 км к северу от Перигё.
По территории коммуны протекает река Низон.

### Климат
Климат умеренный океанический со средним уровнем осадков, которые выпадают преимущественно зимой. Лето здесь долгое и тёплое, однако также довольно влажное, здесь не бывает регулярных периодов летней засухи. Средняя температура января — 5 °C, июля — 18 °C. Изредка вследствие стечения неблагоприятных погодных условий может наблюдаться непродолжительная засуха или случаются поздние заморозки. Климат меняется очень часто, как в течение сезона, так и год от года.

## Население
Население коммуны на 2010 год составляло 144 человек.
| 1962 | 1968 | 1975 | 1982 | 1990 | 1999 | 2010 |
| ---- | ---- | ---- | ---- | ---- | ---- | ---- |
| 145  | 94   | 95   | 91   | 122  | 133  | 144  |

## Администрация
| Период | Период | Фамилия       | Партия       | Примечания |
| ------ | ------ | ------------- | ------------ | ---------- |
| 1973   | 2010   | Юбер Шапо     | беспартийный | пенсионер  |
| 2010   | 2020   | Мишель Габори |              |            |

## Экономика
В 2010 году среди 89 человек трудоспособного возраста (15-64 лет) 64 были экономически активными, 25 — неактивными (показатель активности — 71,9 %, в 1999 году было 74,0 %). Из 64 активных жителей работали 60 человек (30 мужчин и 30 женщин), безработных было 4 (3 мужчин и 1 женщина). Среди 25 неактивных 4 человека были учениками или студентами, 17 — пенсионерами, 4 были неактивными по другим причинам.

## Достопримечательности
- Церковь Св. Фронта (XII век). Исторический памятник с 1948 года[5]
- Средневековая резиденция Репер (XIII век). Исторический памятник с 1999 года[6]
- Замок Багатель (XVIII век)[7]

## Фотогалерея

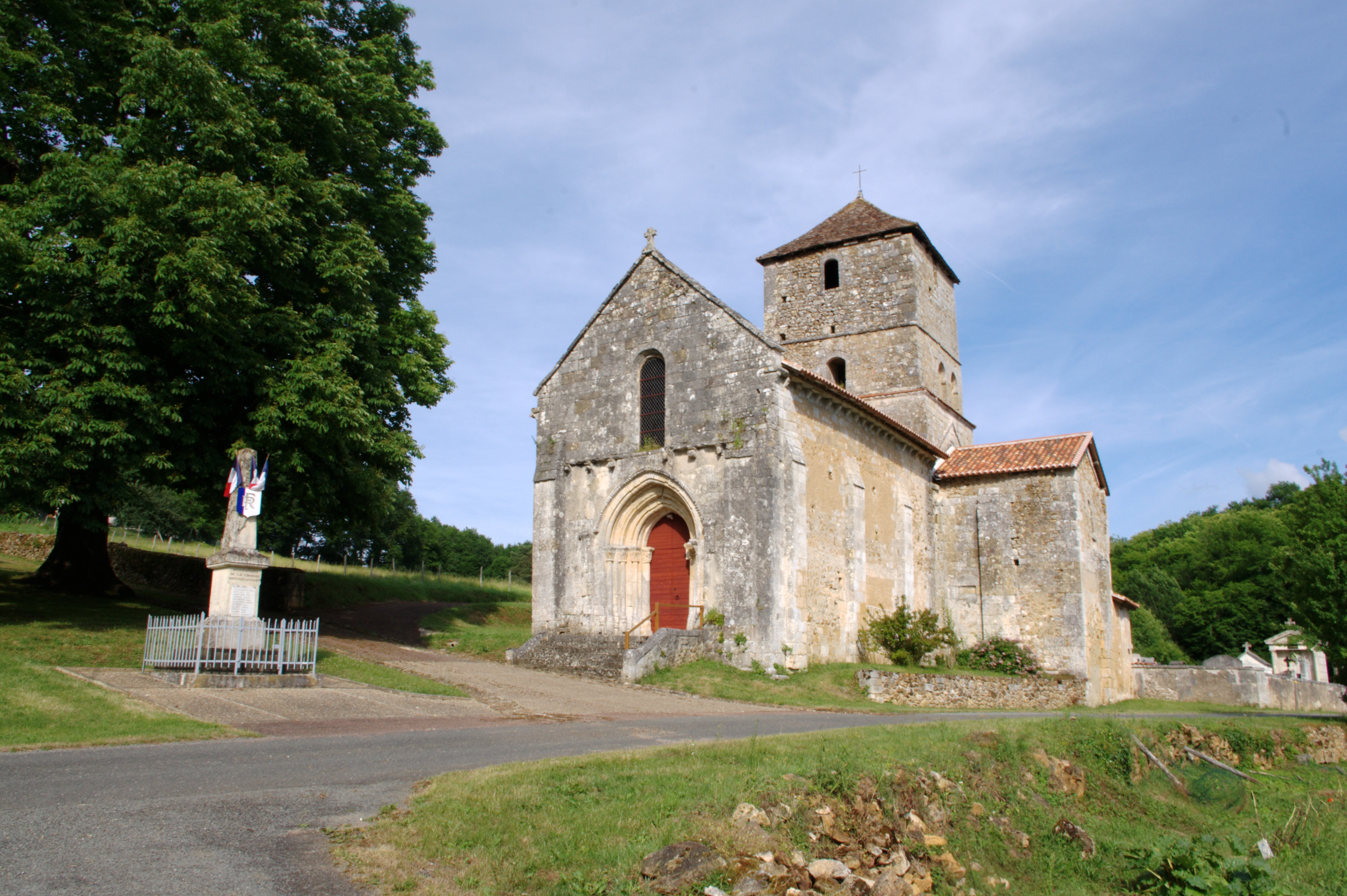
Церковь Св. Фронта и военный мемориал
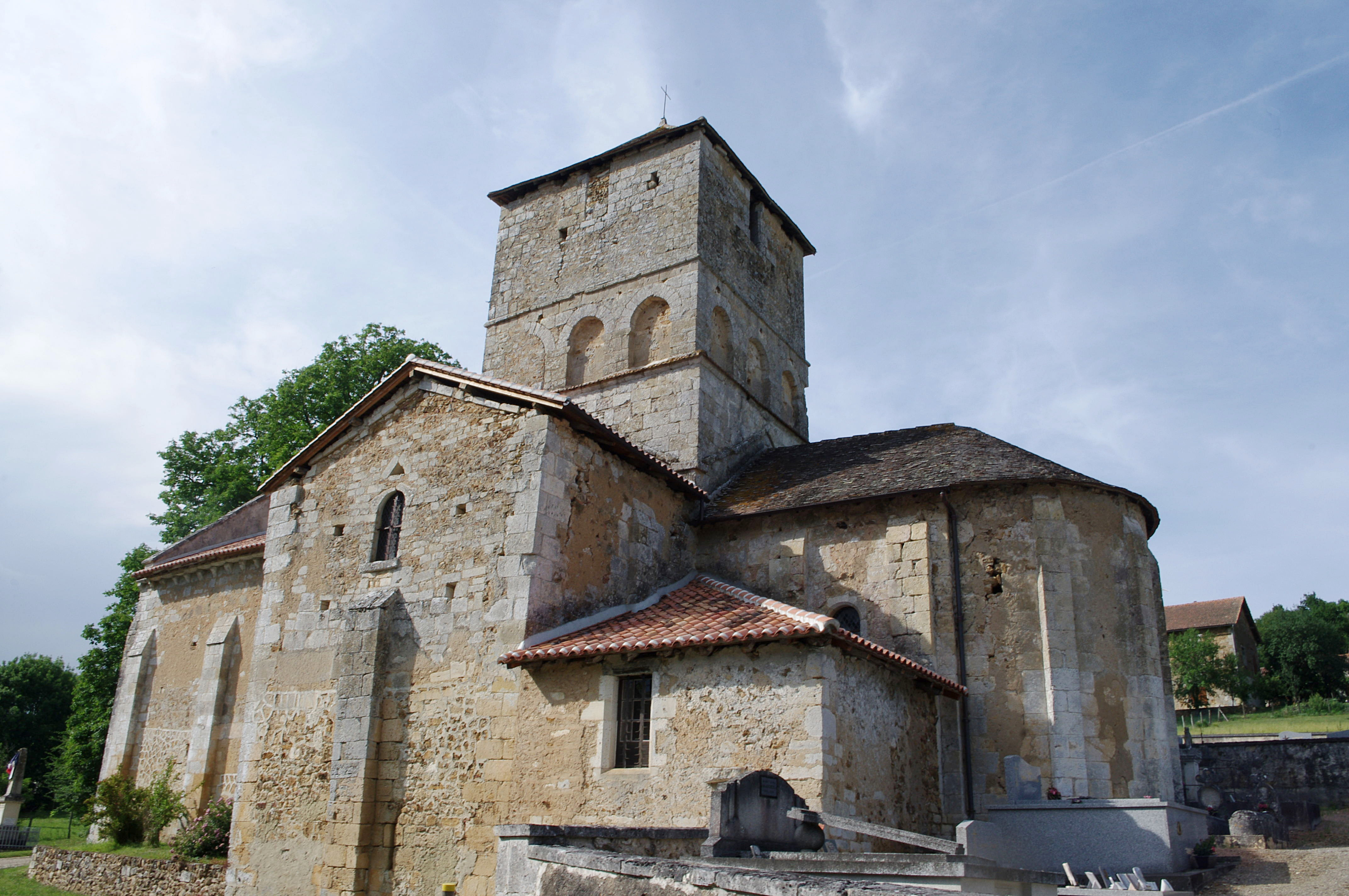
Церковь Св. Фронта
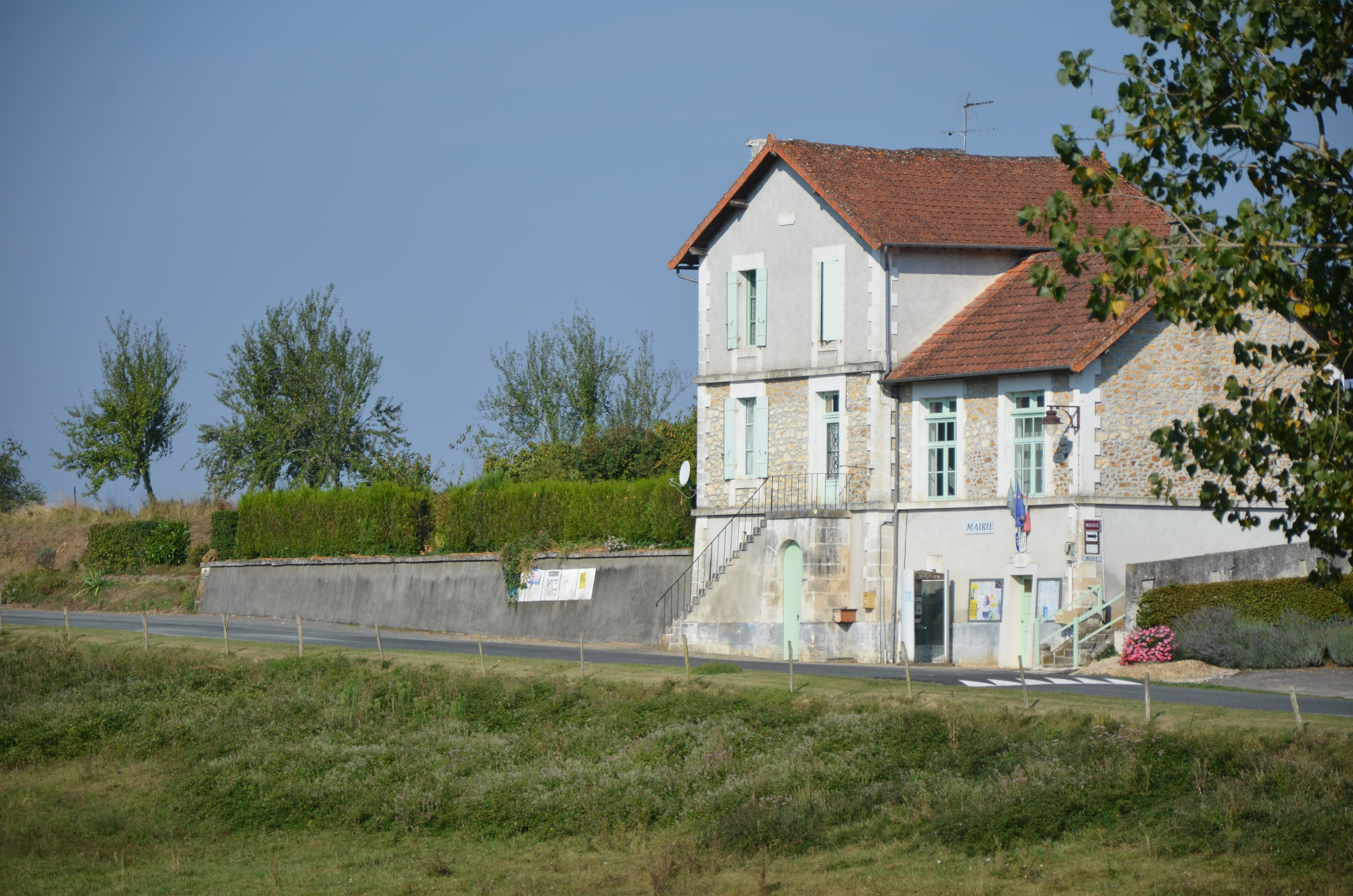
Мэрия
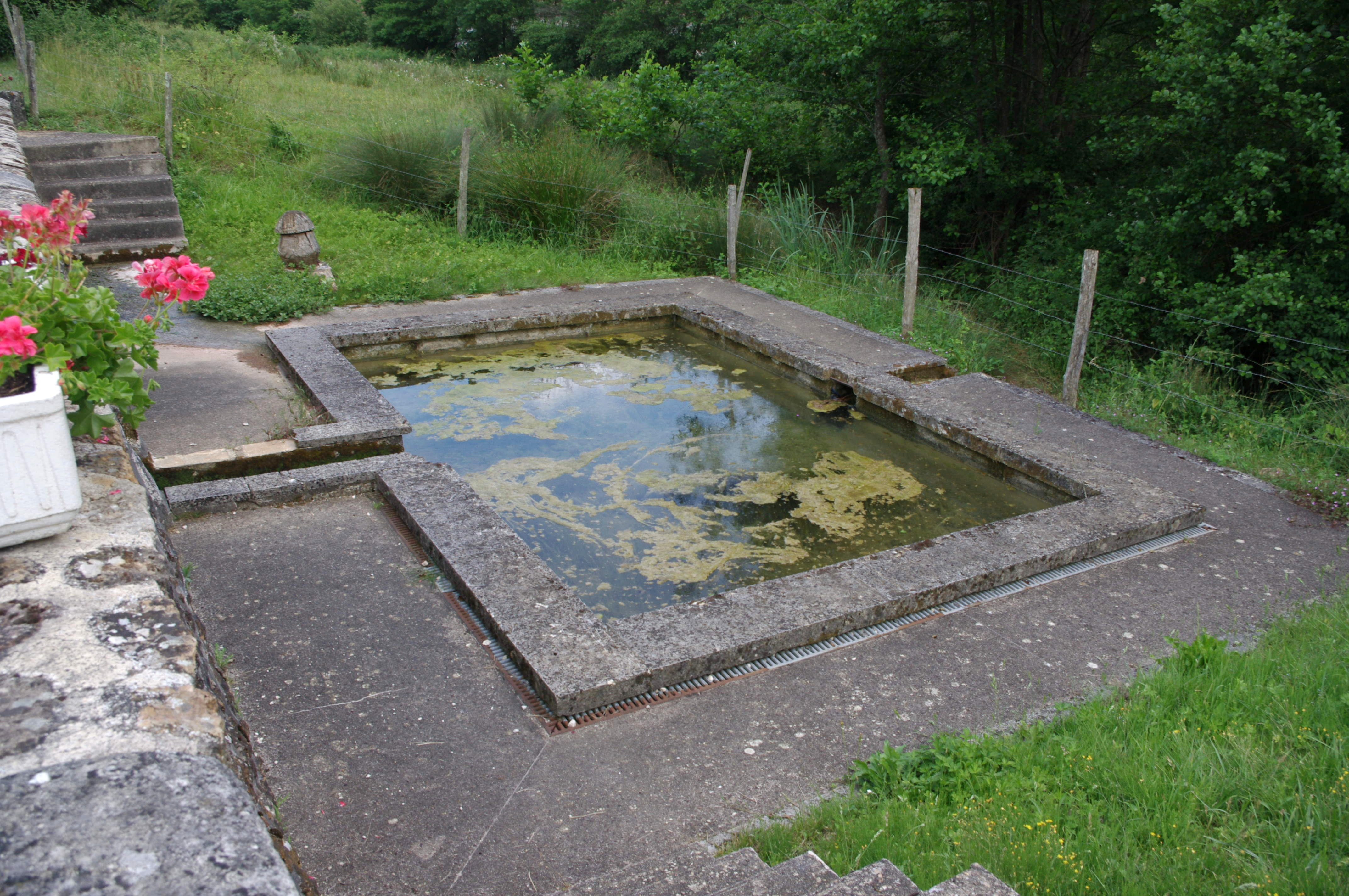
Общественная прачечная